# Janet Moreau
Janet Theresa Moreau-Stone (Pawtucket, 26 ottobre 1927 – Barrington, 30 giugno 2021) è stata una velocista statunitense, campionessa olimpica della staffetta 4×100 metri ai Giochi di Helsinki 1952.

## Biografia
Nel 1951 vinse la medaglia d'oro nella staffetta 4×100 m ai primi Giochi panamericani di Buenos Aires. Selezionata l'anno successivo per i Giochi olimpici di Helsinki, conquistò la medaglia d'oro nella 4×100 m insieme alle connazionali Mae Faggs, Barbara Jones e Catherine Hardy, stabilendo il nuovo record mondiale in 45"9, precedendo Germania e Regno Unito.

## Palmarès
| Anno | Manifestazione      | Sede         | Evento      | Risultato        | Prestazione | Note            |
| ---- | ------------------- | ------------ | ----------- | ---------------- | ----------- | --------------- |
| 1951 | Giochi panamericani | Buenos Aires | 4×100 m     | Oro              | 48"7        |                 |
| 1952 | Giochi olimpici     | Helsinki     | 100 m piani | Quarti di finale | 12"5        |                 |
| 1952 | Giochi olimpici     | Helsinki     | 4×100 m     | Oro              | 45"9        | Record mondiale |